# Circuit de Motocròs de Campos
El Circuit de Motocròs de Campos, conegut també com a Circuit Toni Palerm, és un circuit permanent de motocròs situat a la carretera "Antelm Obrador" al municipi de Campos a Mallorca, Illes Balears.
 Està situat a la carretera "Antelm Obrador".